# 呂号第十八潜水艦
|          |                                                                          |
| 艦歴     |                                                                          |
| 計画     | 大正6年度計画                                                            |
| 起工     | 1920年10月20日                                                           |
| 進水     | 1921年3月25日                                                            |
| 就役     | 1921年12月15日                                                           |
| 除籍     | 1936年4月1日                                                             |
| その後   | 1940年4月1日廃潜第4号と仮称 1947年-1948年解体                            |
| 性能諸元 |                                                                          |
| 排水量   | 基準：740トン 常備：771.8トン 水中：996.8トン                            |
| 全長     | 70.1m                                                                    |
| 全幅     | 6.12m                                                                    |
| 吃水     | 3.70m                                                                    |
| 機関     | ズルツァー式2号ディーゼル2基 電動機、2軸 水上：2,600馬力 水中：1,200馬力 |
| 速力     | 水上：16.5kt 水中：8.5kt                                                 |
| 航続距離 | 水上：10ktで6,000海里 水中：4ktで85海里                                  |
| 燃料     | 重油：75トン                                                             |
| 乗員     | 46名                                                                     |
| 兵装     | 28口径8cm高角砲1門 45cm魚雷発射管 艦首4門、舷側2門 魚雷10本              |
| 備考     | 安全潜航深度：45.7m                                                      |

呂号第十八潜水艦（ろごうだいじゅうはちせんすいかん）は、日本海軍の潜水艦。呂十六型潜水艦（海中3型）の3番艦。竣工時の艦名は第三十五潜水艦。

## 艦歴
1920年（大正9年）10月20日、呉海軍工廠で起工。1921年（大正10年）3月25日進水。同年12月15日竣工。竣工時の艦名は第三十五潜水艦、二等潜水艦に類別。1924年（大正13年）11月1日、呂号第十八潜水艦に改称。1936年（昭和11年）4月1日に除籍。
1940年（昭和16年）4月1日、廃潜第4号と仮称、終戦まで徳山でハルクとして使用。1947年（昭和22年）から1948年（昭和23年）にかけて解体された。
呂十三型潜水艦より安全潜航深度が増大した他は大きな変更点はなかった。

## 歴代艦長
※艦長等は『日本海軍史』第9巻・第10巻の「将官履歴」及び『官報』に基づく。

### 艦長
- 高橋真十郎 少佐：1921年10月1日[5] - 1922年12月1日[6]
- 堀江吉正 少佐：1922年12月1日[6] - 1923年12月15日[7]
- （心得）三戸寿 大尉：1923年12月1日 - 1924年12月1日[8]
- 春日末章 少佐：1924年12月1日[9] - 1925年12月1日[10]
- 山崎重暉 少佐：1925年12月1日 - 1926年8月20日
- 篠田清彦 大尉：1926年8月20日 - 12月1日
- 原田覚 少佐：1926年12月1日 - 1928年6月15日
- 新野荒太郎 大尉：1928年7月1日[11] - 1929年5月15日[12]
- （兼）新野荒太郎 大尉：1929年5月15日[12] - 1929年11月1日[13]
- （兼）野口照隆 大尉：1929年11月1日[13] - 1930年12月1日[14]
- （兼）服部邦男 大尉：1930年12月1日[14] - 1931年4月1日[15]